# Georges Alexis Mocquery
Georges Alexis Mocquery (Auxon, 26 dicembre 1772 – Saint-Avertin, 19 marzo 1847) è stato un generale, politico e nobile francese.

## Biografia
Iniziò la sua carriera nell'esercito francese il 22 settembre 1791 nel 2º battaglione di volontari di Yonne, poi venne promosso tenente il 22 settembre dell'anno successivo e fu ferito il 18 marzo 1793 nella battaglia di Neerwinden. Promosso capitano il 12 aprile 1794, divenne aiutante di campo del generale Bonnard dal 25 luglio 1795. Prese parte a tutte le campagne militari dal 1792 al 1801, combattendo in Francia, a Magonza, in Batavia e lungo le coste della Manica.
Promosso comandante di battaglione il 31 gennaio 1803 e nominato cavaliere della Legion d'Onore il 14 giugno 1804, fu assegnato all'esercito in Spagna dove ebbe il comando di un battaglione del 47º reggimento di fanteria di linea il 15 maggio 1807. Il 14 luglio 1808 si distinse nella battaglia di Medina ed il 27 agosto 1808 fu promosso colonnello, ottenendo la croce di ufficiale della legion d'onore il 4 settembre successivo.
Il 28 luglio 1809, fu designato governatore di Toledo, con una guarnigione di 1200 soldati polacchi per mantenere l'ordine rispetto a una popolazione in stato di ribellione,  in una città sottoposta per 10 giorni consecutivi al cannoneggiamento da parte dell'esercito regio spagnolo forte di 10-12.000 uomini . Vicino alla sconfitta, riuscì comunque a mantenere Toledo per Giuseppe Bonaparte, che apprezzò grandemente i suoi sforzi. Fu nominato vice capo di stato maggiore del corpo d'armata dell'Andalusia agli ordini del maresciallo Soult, e prese parte al secondo assedio di Badajoz ed alla battaglia di Albuera il 16 maggio 1811.
Mocquery venne promosso al grado di generale di brigata il 6 agosto 1811 e lo stesso giorno fu creato barone dell'impero francese. Successivamente divenne capo di stato maggiore del I corpo d'armata impegnato a Cadice e poi comandante della 2ª brigata della 6ª divisione di fanteria sino al 13 dicembre 1813, fratturandosi il braccio nella battaglia di Saint-Pierre-d'Irube. Il suo infortunio lo costrinse a lasciare l'esercito.
Durante la Prima Restaurazione fu nominato cavaliere di dell'Ordine di San Luigi nell'agosto del 1814 e commendatore della legion d'onore il 14 febbraio 1815 da re Luigi XVIII. Durante i Cento Giorni comandò dal 22 aprile 1815 il dipartimento della Sarghe. Fu messo in riserva durante la seconda restaurazione, promosso al grado di generale di divisione il 23 maggio 1825 ed infine pensionato nel 1834.
Fu poi sindaco di Saint-Avertin dal 1837 al 1847.